# Zhushan, Liangping
Zhushan (kinesiska: 竹山) är en köping i sydvästra Kina. Den ligger i stadsdistriktet Liangping i storstadsområdet Chongqing, omkring 160 kilometer nordost om det centrala stadsdistriktet Yuzhong. Antalet invånare är 5 648. Befolkningen består av 2 761 kvinnor och 2 887 män. Barn under 15 år utgör 19,0 %, vuxna 15-64 år 68 %, och äldre över 65 år 12,0 %.